# Neoterophilie
Die Neoterophilie (griechisch νεότερος (neoteros), „der Jüngere“) ist eine ausschließliche oder überwiegende sexuelle Vorliebe für (wesentlich) jüngere Liebespartner – männlich oder weiblich, hetero- oder homosexuell. Sie stellt einen Sonderfall der Chronophilie dar. Zur Pädophilie besteht die weitgehend klare Abgrenzung durch die Geschlechtsreife der jüngeren Partner – daher sind neoterophile sexuelle Handlungen auch nicht zwangsläufig strafbar.
Richtet sich das sexuelle Interesse auf pubertierende Mädchen, spricht man von Parthenophilie oder auch vom Lolitakomplex, beim auf pubertierende und postpubertäre Jungen gerichteten Interesse von Ephebophilie. Der geschlechtsübergreifende Oberbegriff dazu ist Hebephilie.

## Rechtliche Situation in Deutschland
Wenn es sich um sexuelle Handlungen zwischen einer über 14-jährigen Person und einer unter 14-jährigen Person handelt, besteht Strafbarkeit als sexueller Missbrauch von Kindern. Ist die jüngere Person 14 oder 15 Jahre alt, die andere bereits 21 Jahre oder älter, sind die sexuellen Handlungen strafbar, wenn die im Einzelfall nachweislich fehlende Fähigkeit der jüngeren Person zur sexuellen Selbstbestimmung vorsätzlich ausgenutzt wird (vgl. Sexueller Missbrauch von Jugendlichen). 
Eine Strafbarkeit liegt auch dann vor, wenn es sich um Prostitution oder Ausnutzung einer Zwangslage einer unter 18-jährigen Person handelt. Liegt keiner dieser Sonderfälle vor, ist einvernehmlich praktizierte Neoterophilie in Deutschland rechtmäßig, da die Sexualmündigkeit mit 14 Jahren eintritt.